# Dancing Co-Ed
Dancing Co-Ed is een film uit 1939 onder regie van S. Sylvan Simon. Het is gebaseerd op het korte verhaal The Dancing Coed van Albert Treynor, dat in september 1938 werd gepubliceerd in het tijdschrift American Magazine. Destijds werd de film in Nederland uitgebracht onder de titel Professor jazz.
De hoofdrol zou eigenlijk worden vertolkt door Eleanor Powell. De bazen van de filmstudio besloten echter haar te vervangen door Lana Turner, die op dat moment steeds meer populariteit verwierf.

## Plot
H.W. Workman is de talentenjacht van de filmstudio Monarch Pictures. Hij is druk bezig met de voorbereidingen van zijn opkomende musical, waarin Freddy Tobin en zijn echtgenote en danspartner Toddy de hoofdrollen spelen. Toddy blijkt echter zwanger te zijn en is genoodzaakt zich terug te trekken uit de film. H.W. heeft al een groot budget besteed aan de voorbereidingen en is ten einde raad. Agent Joe Drews stelt voor een danswedstrijd te organiseren. De winnaar ervan zal de vervanger van Toddy worden en veel promotie als nieuwkomer krijgen.
Er worden op verschillende universiteiten advertenties gehangen. Patty Marlow ziet zichzelf als de perfecte kandidate, maar is geen studente en mag niet meedoen aan de wedstrijd. Om die reden schrijft ze zich in bij een kleine universiteit, met de bedoeling zich uit te schrijven na haar auditie. Joe vindt haar het meest geschikt, maar weet dat ze een betere educatie nodig zal hebben om geselecteerd te worden. Hij schakelt de hulp in van secretaresse Eve Greeley, die haar in een korte periode zal moeten opleiden.
Patty en Eve krijgen allebei een plaats bij een prestigieuze universiteit, maar krijgen problemen wanneer redacteur Pug Braddock begint te vermoeden dat ze er niet thuishoren. Patty wordt verliefd op hem en vindt haar nieuwe roeping: journalistiek. Ze werken samen en publiceren onthullende foto's van de faculteit. Ze dreigen geschorst te worden en krijgen een nog sterkere band. Patty begint zich echter schuldig te voelen en wil hem zeggen waarom ze werkelijk studeert.
Aan het einde van de film gaat Eve ervandoor met de filmrol. Pug wordt aangewezen als haar dansinstructeur en verlooft zich met Patty.

## Rolbezetting
| Acteur           | Personage               |
| ---------------- | ----------------------- |
| Lana Turner      | Patty Marlow            |
| Richard Carlson  | Michael 'Pug' Braddock  |
| Artie Shaw       | Zichzelf                |
| Ann Rutherford   | Miss Eve Greeley        |
| Lee Bowman       | Freddy Tobin            |
| Thurston Hall    | Henry W. 'H.W.' Workman |
| Leon Errol       | Sam 'Pops' Marlow       |
| Roscoe Karns     | Joe Drews               |
| Mary Field       | Miss Jenny May          |
| Walter Kingsford | Cavendish               |
| Mary Beth Hughes | 'Toddy' Tobin           |
| June Preisser    | 'Ticky' James           |
| Monty Woolley    | Professor Lange         |